# Josecarlos Van Rankin
Josecarlos Van Rankin est un footballeur international mexicain né le 14 mai 1993 à Mexico. Il joue au poste de défenseur au Etar Veliko Tarnovo.

## Biographie
Il participe à la Coupe du monde des moins de 20 ans 2013 avec la sélection mexicaine, disputant quatre matchs lors du tournoi.
Il joue également le Tournoi de Toulon en 2013 et 2014.
En 2015, il participe au Festival international espoirs – Tournoi Maurice-Revello avec l'Équipe du Mexique olympique de football, qui se déroule en Provence-Alpes-Côte d'Azur. Le Mexique termine 5ème du tournoi.

## Palmarès
Timbers de Portland
- Finaliste de la Coupe MLS en 2021

- Vainqueur du championnat de la CONCACAF des moins de 20 ans en 2013